# 住民記録システム
住民記録システム（じゅうみんきろくシステム）とは地方自治体が導入している住民票の管理や発行等の処理を行うシステムである。住民基本台帳システム（じゅうみんきほんだいちょうシステム）と呼ばれることもあり、略して住記システム、住基システム（じゅうきシステム）と呼ばれることもある。なお、住民基本台帳ネットワークシステムとは、ネットワークを介して通信はするが、常時接続は行っていない。

## 概説
住民記録システムは、住民基本台帳法に規定する住所、氏名、生年月日、性別、続柄、世帯等の基本項目を管理するシステムである。市町村では、多くの事務がコンピュータで処理されており、中でも住民記録システムは住民サービスをする上で根幹をなすシステムであり、すべての市区町村で導入されている。
住民記録システムを根幹に税システム、国民健康保険システム、選挙システムなど、住民サービスにまつわる様々なシステムが構築されている。住民記録システムの情報を利用して業務を行うシステムを指して、自治体の基幹システムと呼ばれることもある。基幹システムは、データベースの相互利用を容易にするため、自治体内は同一会社のシステムに統一している場合が多い。

## 個人コード
住民記録システムでは、一般的に住民一人一人のデータに市町村独自の個人コードを付して運用、管理する方法がとられている（住民基本台帳ネットワークシステムでの住民票コードとは異なる）。個人コードは、内部の業務処理において個人を特定するための整理番号としての性格が強く、個人番号、住民コード等と名づけて呼んでいる団体もある。
現在、市町村が住民記録システムで使用している個人コードの桁数は、人口規模によっても相違するが、概ね7桁から10桁の範囲で設定されており、各団体により独自のルールが付されている。個人コードは、新たに転入した住民や出生した住民に対して、市町村窓口でコンピュータで自動附番させる。住民が他の市町村へ転出したり、あるいは死亡したときは、その住民の個人コードは欠番とし、同じコードを使用することが無いのが一般的である。ただし、一度転出した住民が再転入してきた場合は、この転入者が以前転出した住民と同一人物であることを確認した場合は、同じ個人コードを使用する団体もある。

## 主な連携業務
- 国民健康保険
- 介護保険
- 選挙
- 児童手当
- 保育
- 児童扶養手当
- 印鑑登録
- 水道

- 固定資産税
- 住民税
- 軽自動車税
- 生活保護
- 高齢者福祉
- 障害者福祉
- 後期高齢者医療制度

## 他のシステムとの関係
- 戸籍システムとは直接連携が禁止されており、管理項目も異なる。同一自治体内でも別会社システムを導入しているケースもある。
- 住民票が無くても、税情報等の関係のため、管理する必要がある場合がある。一般的には、住民登録外システムを導入しているケースが多い。

## 自動交付システム
近年住民サービスの拡充を目的として、住民票等の自動交付機を設置する自治体が増加していた。主に住民票の写し、印鑑登録証明書、税証明書等を住民基本台帳カードと暗証番号を用い、自動で交付できるシステムである。市役所や公共施設等に設置されていたが、マイナンバーカードの発行、これによるコンビニエンスストアでの証明書発行に移行し、多くの自治体で廃止された。なお、市役所内にマイナンバーカードを利用して住民票の写しなど各種証明書が取得できる「コンビニ交付サービス」に対応した戸籍等証明書自動交付機を設置した自治体（函館市）もある。

## 市町村合併と住民記録システム
平成の大合併においては、電算システムの統合が問題になるケースが多い。特に合併市町村間によって、システム委託業者が異なる場合、その委託業者の選定にあたって問題になるケースがしばしばある。
電算システムの統合にあっては、概ね人口規模の大きい自治体のシステムに統合するケースが多い。